# 엄성섭
엄성섭(嚴星燮, 1974년 6월 23일 ~ )은 대한민국의 TV조선 기자 및 정치부 차장이다. 기자 이메일은 MBN,TV조선 기자 시절 smartguy 의 닉네임을 사용하고 있다.

## 사건 사고 및 논란
2015년 2월 11일 《엄성섭 윤슬기의 이슈격파》에서 이완구 국무총리 후보자의 언론 외압 발언을 녹음하였던 한국일보 기자를 ‘쓰레기’라고 지칭하였다. 이러한 발언이 방송에 나가자마자 해당 방송 제작진은 즉각 자막으로 사과의 뜻을 표했다. 하지만 논란은 커져 갔고, 결국 다음날 방송에서 엄성섭은 시청자와 한국일보에 사과를 하였다. 한편 한국일보 기자 협회가 TV 조선과 엄성섭에게 항의를 하기도 했다. 2021년 6월 어느 수산업자에게 금품을 받은 사실이 보도되며 경찰에서 사실관계를 조사 중이다.

## 학력
- 영등포고등학교 졸업
- 인하대학교 정치외교학과 학사
- 연세대학교 언론홍보대학원 방송영상학과 (언론학 석사)
- 세종대학교 대학원 신문방송학과 (언론학 박사과정 수료)

## 경력
- 1999년 12월 ~ 2000년 5월 : 전자신문 기자
- 2000년 6월 ~ 2012년 1월 : MBN 매일방송 기자
- 2005년 3월 ~ 2005년 8월 : 백석대학교 광고홍보학부 겸임교수
- 2006년 3월 ~ 2007년 2월 : 한국사이버대학교 문예창작학과 겸임교수
- 2007년 3월 ~ 2010년 2월 : 용인송담대학교 방송영상제작과 외래교수
- 2012년 1월 ~ 2020년 12월 : TV조선 정치부 차장
- 2015년 1월 ~ 2016년 1월 : 대한미식축구협회 홍보대사
- 2018년 4월 : 육군발전자문위원회 정책홍보분과위 자문위원
- 2020년 12월 ~ 2021년 6월 : TV조선 보도본부 보도해설위원

## 진행

### TV
- 뉴스와이드 참 (2012 ~ 2013)
- TV조선 뉴스 9 (2013 ~ 2015)
- TV조선 뉴스 12 (2013 ~ 2015)
- TV조선 저녁뉴스 7 (2013 ~ 2014)
- TV조선 뉴스 1 (2013 ~ 2015)
- TV조선 뉴스 4 (2013 ~ 2015)
- TV조선 뉴스 5 (2013 ~ 2015)
- 엄성섭의 일도양단 (2014)
- TV조선 뉴스 5감 (2015)
- TV조선 뉴스 토요일요특급 (2015 ~ 2016)
- 뉴스특급 730 (2015)
- 뉴스를 쏘다 (2015 ~ 2017)
- TV조선 뉴스특급 (2016 ~ 2017)
- TV조선 뉴스현장 (2016)
- 보도본부 핫라인 (2017 ~ 2021)

## 출연

### 드라마
- 2018년 알함브라 궁전의 추억